# Facultad de Economía y Negocios de la Universidad de Chile
La Facultad de Economía y Negocios de la Universidad de Chile, también conocida por su acrónimo FEN, es una de las facultades de la Universidad de Chile, dedicada a la formación de profesionales en el área de las ciencias económicas, ciencias administrativas, contabilidad, sistemas de información y control de gestión.
Actualmente realiza docencia en tres carreras de pregrado: ingeniería comercial (con menciones en administración de empresas y economía), contador auditor e ingeniería en información y control de gestión. También imparte programas de posgrado, como MBA, maestrías y doctorados.
Está ubicada en el Campus Andrés Bello, en el centro de Santiago, junto a la Facultad de Arquitectura y Urbanismo (FAU).

## Historia

### Primeros años
En 1934 es inaugurada la Escuela de Comercio y Economía Industrial de la Universidad de Chile, cuya sede era una casona en la calle Compañía, en el centro de Santiago,su primer decano fue quien en un futuro asumiría como presidente de la República Pedro Aguirre Cerda.
En 1939 el ingeniero civil Guillermo del Pedregal asume como decano, al tiempo que comienza a otorgarse el título de ingeniero comercial. Durante su decanato, en 1942 la facultad adopta el nombre de Facultad de Economía y Comercio. Adicionalmente, en 1945 se crea el Instituto de Economía, con el objetivo de profundizar en los estudios e investigación científica de la economía general y particularmente de la realidad económica chilena. Este departamento surgió de la iniciativa de los economistas chilenos Jorge Marshall Silva y Flavián Levine Bowden, junto con el economista germano-chileno Hermann Max Coers.

En 1946 sucede a Guillermo del Pedregal como decano el abogado Rafael Correa. Durante su gestión se profundizó el plan de estudios, con lo que aumentó la duración de los estudios en la facultad.

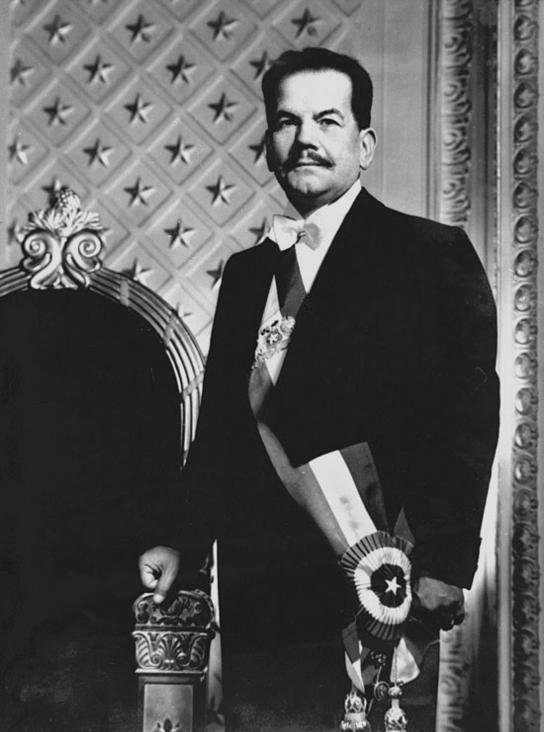
Pedro Aguirre Cerda, primer decano de la FEN

### Consolidación
En 1953, paralelo a la llegada de Juan Gómez Millas a la rectoría de la Universidad de Chile, la Facultad de Economía y Comercio llegó a tener 6 organismos docentes: Escuela de Economía de Santiago y Valparaíso, Escuela de Contadores Auditores, Centro de Planificación Económica, Departamento de Graduados y el Instituto de Economía.
En 1955 termina el decanato de Correa, siendo sucedido por Luis Escobar, lo que marca un hito, al ser el primer decano de la facultad egresado de la misma. Durante su administración se profundiza la especialización en el plan de estudios de ingeniería comercial, formando dos menciones: Economía y Organización y Administración de Empresas.
En 1956 se traslada a la facultad el Programa Vespertino de Contadores Auditores, adscrito a la Escuela de Economía, con lo cual se amplía la formación profesional dictada en la institución. Se ahonda en este proceso en 1959, cuando se crea la Escuela de Contadores Auditores, cuyo primer director fue Antonio Ibarra Barrios.
En 1964 asume como nuevo decano el también egresado de la facultad Sergio Molina, quien sostiene el cargo sólo hasta 1965, año en que sería sucedido por Edgardo Boeninger. En este período la Universidad de Chile está en plena reforma, proceso que afecta también a la Facultad de Economía y Comercio, generándose el Consejo Normativo de Facultad. Adicionalmente, en 1967 se crean las carreras de Técnico Estadísticos, Técnico en Comercialización y Técnico en Cooperativas.

### División administrativa e ideológica
En 1969 Boeninger deja su cargo para transformarse en rector de la Universidad de Chile, y es reemplazado como decano por Hugo Zunino. Durante su decanato el Consejo Superior de la universidad divide a la facultad en las sedes norte y occidente, división que en 1972 se convertiría en un verdadero cisma. En efecto, ese año la facultad profundiza la separación física con una administrativa e incluso ideológica: se establece una Facultad de Ciencias Económicas y Administrativas (FACEA) en la sede occidente y la Facultad de Economía Política en la sede norte, la primera era cercana a la centro derecha, con un ideario más bien neoclásico, y la segunda más cercana a la izquierda, con un pensamiento más heterodoxo y cercano a las corrientes marxistas. En este período asumen los decanatos de la FACEA y de la Facultad de Economía Política José Elías y Roberto Pizarro, respectivamente.

### Unificación y el período de la dictadura militar
En septiembre de 1973 se lleva a cabo un golpe de Estado con el que se derroca al presidente socialista Salvador Allende, iniciándose, además, una continua persecución en contra de los militantes de izquierda y, más aún, contra los pensadores de todas las áreas ligados a esta tendencia. Evidentemente, la Facultad de Economía Política no sobrevivió a estos embates, siendo disuelta el mismo año. Los estudiantes que sobrevivieron al asedio de los golpistas y que no partieron al exilio fueron trasladados a la Facultad de Ciencias Económicas y Administrativas, con lo que vuelve a unificarse la facultad.
En 1976 José Elías es sucedido como decano por Mario Gómez, quien es designado en el cargo por el gobierno dictatorial de Augusto Pinochet. Bajo su mandato, en 1977 se crea la Escuela de Administración Pública. Otro hito importante es el traslado en 1978 de la facultad a una nueva sede constituida por modernas torres en Diagonal Paraguay, la cual hasta hoy alberga a la casa de estudios.
Jorge Selume es nombrado como nuevo decano designado en 1981, y en su decanato se pone en funcionamiento una comisión que elabora el estatuto de la Escuela de Economía y Administración.
Selume es sucedido por el designado Sergio Melnick en 1987. En su período como decano nace la Asociación de Egresados de Ingeniería Comercial de la Universidad de Chile (ICU) y comienza una labor de extensión y ayuda a los egresados de dicha carrera.

### Sistemas de información y fin de la dictadura
En mayo de 1987 Melnick es nombrado director de ODEPLAN, y el cargo de Decano Subrogante quedó en manos de José Luis Federici hasta agosto del mismo año, cuando es nombrado Rector de la Universidad de Chile.  Como decano es designado, entonces, el economista Óscar Johansen. En su período en el decanato se separa la Escuela de Administración Pública –que había sido parte de la facultad desde 1977–, que pasa a depender del Instituto de Ciencias Políticas. Hecho sumamente relevante también es cuando, en 1989, se crea el Departamento de Sistemas de Información, hito seguido, en 1990, por la creación de la carrera de Ingeniería en Información y Control de Gestión. Paralelamente, la carrera de Contador Auditor pasa a ser de régimen diurno.
En marzo de 1990 la dictadura termina al asumir como Presidente de la República el democráticamente electo Patricio Aylwin. Pese a esto, Johansen sigue siendo el decano de la facultad hasta 1994. 16 académicos, estudiantes, funcionarios y egresados de la facultad fueron asesinados entre 1973 y 1990.

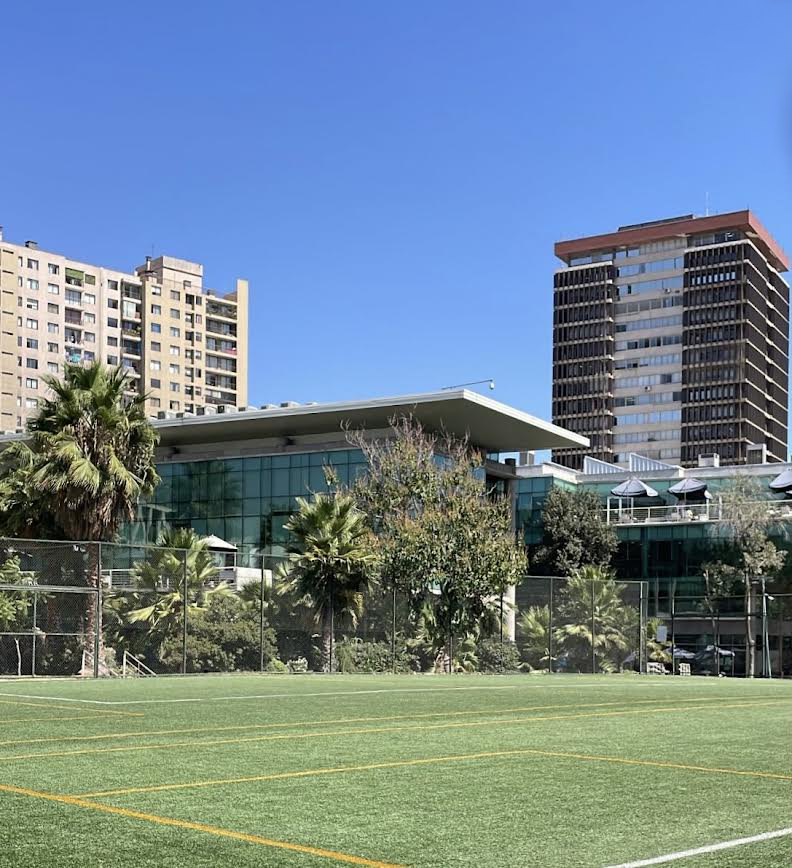
TecnoAulas y Torre 26

### Vuelta a la democracia y controversias por corrupción
En 1994 Luis Riveros asume como decano de la Facultad de Ciencias Económicas y Administrativas, cargo que ocupa hasta 1998, cuando es elegido Rector de la Universidad de Chile. En su reemplazo es electo Ricardo Paredes, durante cuya administración renovó la infraestructura de la Escuela de Postgrado hacia una más moderna y actualizada.
En 2002 Ricardo Paredes enfrentó un proceso judicial por estafa al fisco, debido a un contrato firmado entre el MOP y la FACEA, aprobado por el entonces ministro de la cartera, Ricardo Lagos. Por dicho motivo, ese año asume como decano interino el académico Nassir Sapag, exdirector del Centro de Investigación Aplicada para el Desarrollo de la Empresa (CIADE).
En 2002 asume como decano el economista puertorriqueño radicado en Chile Joseph Ramos, coincidiendo con el otorgamiento por parte del Congreso de la nacionalidad chilena por gracia.  La gestión de Ramos se caracterizó por un proceso de renovación de la infraestructura, la tecnología y las mallas curriculares de las carreras, incorporando, además, una formación más internacional al incluir cátedras obligatorias dictadas en inglés.
Sin embargo, la facultad enfrenta otra polémica en abril de 2003, cuando comienza un proceso judicial en contra de Nassir Sapag por autorizar pagos a empresas de su propiedad y de su cónyuge, contratar a su hermano y su sobrino, consentir indemnizaciones a funcionarios que se acogieron a retiro y pagar por proyectos convenidos con la facultad sin que se hubieran realizado. Sapag fue condenado en primera instancia a 541 días de presidio e inhabilitado permanentemente para ejercer cargos públicos.

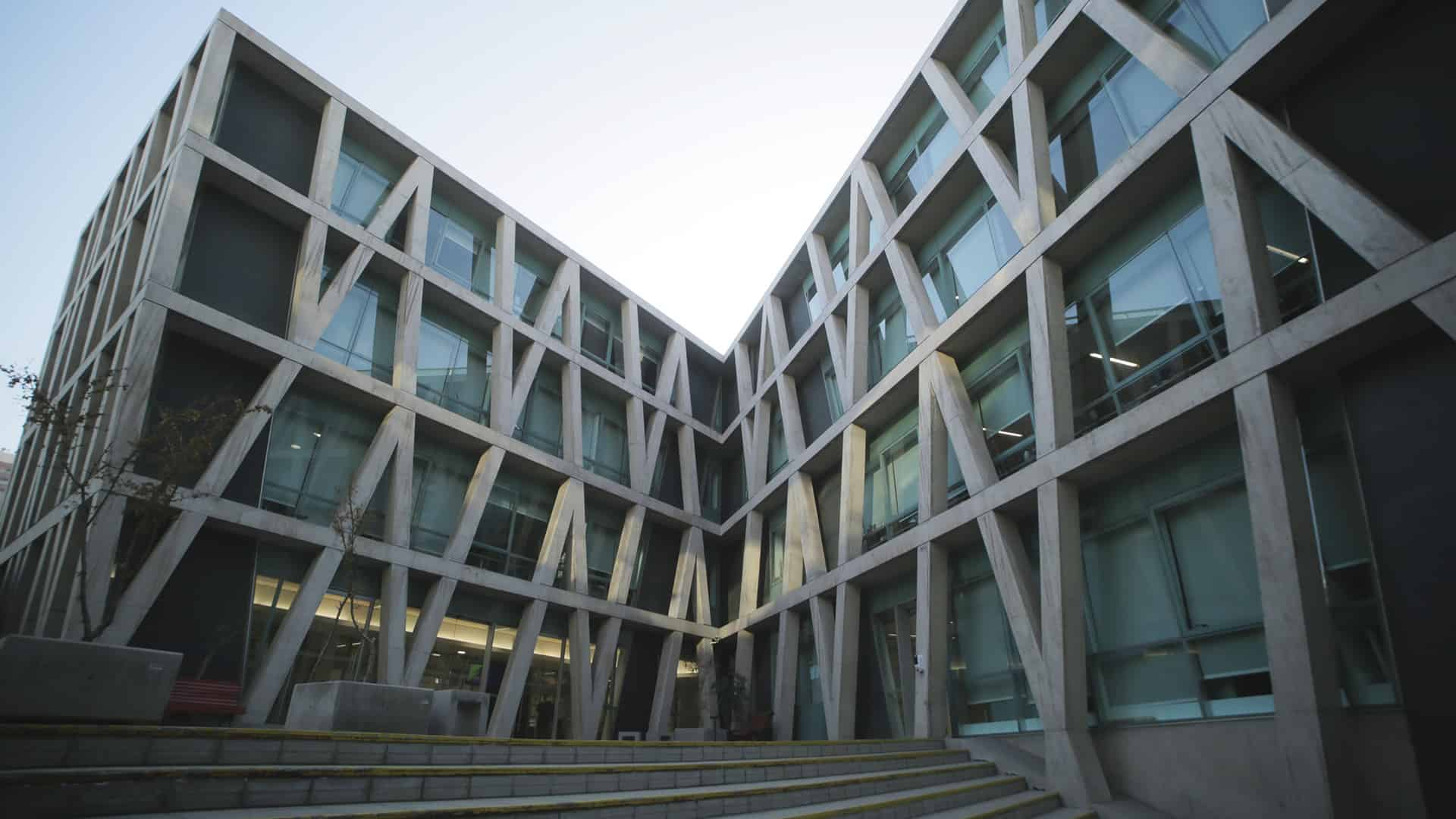
Edificio Z FEN

### Cambio de imagen y renovación
Debido a la fuerte polémica que supusieron los bullados casos de Paredes y Sapag, la Facultad de Ciencias Económicas y Administrativas, FACEA, cambia de nombre a Facultad de Economía y Negocios, FEN, y comienza un proceso de cambio de imagen pública de la mano del trabajo iniciado por la administración de Ramos en cuanto a la renovación de la infraestructura y de las mallas curriculares de las carreras.
De este modo, se construye un nuevo edificio para la facultad; el llamado Tecnoaulas CorpBanca Hall, el cual actualmente alberga la mayor parte de las actividades de pregrado, con una infraestructura tecnológica y un diseño moderno. Sin embargo, el nuevo edificio no ha estado exento de críticas, particularmente de parte de unos cuantos alumnos, debido a los auspicios que se hacen presentes en sus aulas y auditorios, como en el caso del auditorio PricewaterhouseCoopers.

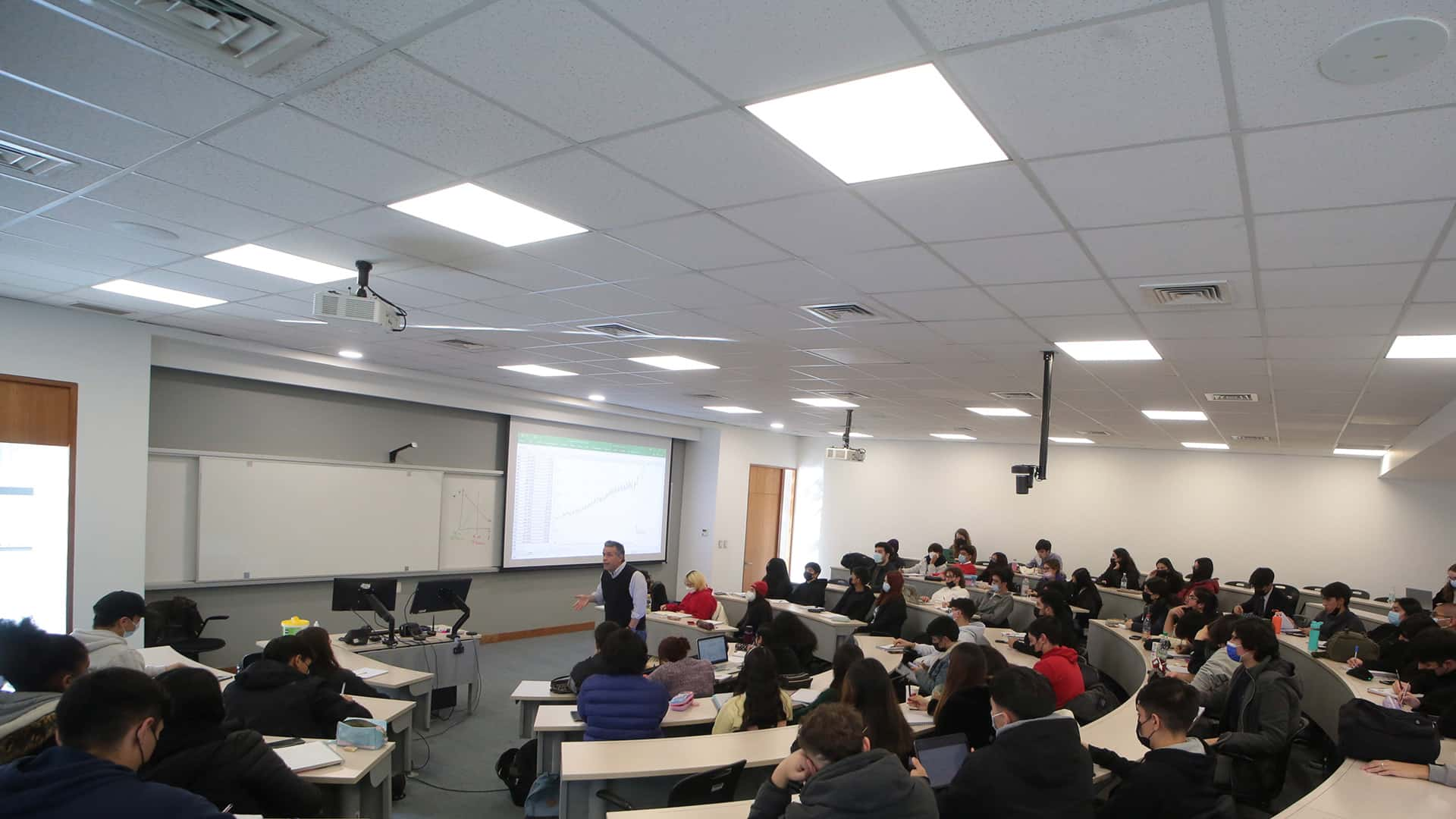
Sala de clases FEN

En 2006 asume como nuevo decano Felipe Morandé, quien continúa el proceso de modernización de la infraestructura de la FEN, dentro de lo que destaca la construcción de un gimnasio y de un muro de escalada, la mejora en la cafetería de la facultad, y el inicio de la construcción de una moderna biblioteca. Esto fue posible al conseguir millonarios recursos con la Fundación Luksic. De hecho, la biblioteca fue bautizada como Biblioteca Andrónico Luksic, lo cual nuevamente significó críticas para las autoridades directivas, tanto desde un grupo reducido de estudiantes de la misma facultad como de otros alumnos de la Universidad de Chile, quienes consideraron que el hecho era un agravio contra la vocación de servicio público de la universidad y consideraron, en su opinión personal, que se trataba de una vanagloria al sector privado y empresarial.
En el plano académico, en 2007 la revista Estudios de Economía, publicada por el Departamento de Economía, obtiene la categoría de Revista ISI, posicionándose como la primera revista de economía en obtener esta cualificación.
En 2010 Morandé es llamado a formar parte del gabinete del presidente Sebastián Piñera como ministro de Transportes y Telecomunicaciones. Ante la vacancia, Franco Parisi asume como decano subrogante hasta las nuevas elecciones, donde Manuel Agosin es electo como nuevo decano de la facultad.
A fines de 2012 se anunciaron cambios profundos en las mallas curriculares de las carreras impartidas, que se han traducido en la reestructuración de la formación profesional en 3 carreras: ingeniería comercial (con mención en administración de empresas o en economía), ingeniería en información, y auditoría. Estas modificaciones sufieron críticas por cierta parte del alumnado. Las nuevas mallas curriculares aplicaron a partir del proceso de ingreso a las universidades de 2013.

En 2018 asumiría como decano José de Gregorio quien se ha mantenido hasta la actualidad. En su decanato se han hechos avances en materia de género y diversidad sexual, principalmente con la creación de la ODGIS (Oficina de género y diversidad sexual), así como mejoramiento en los lazos internacionales con otras universidades y mayor sustentabilidad para el campus.

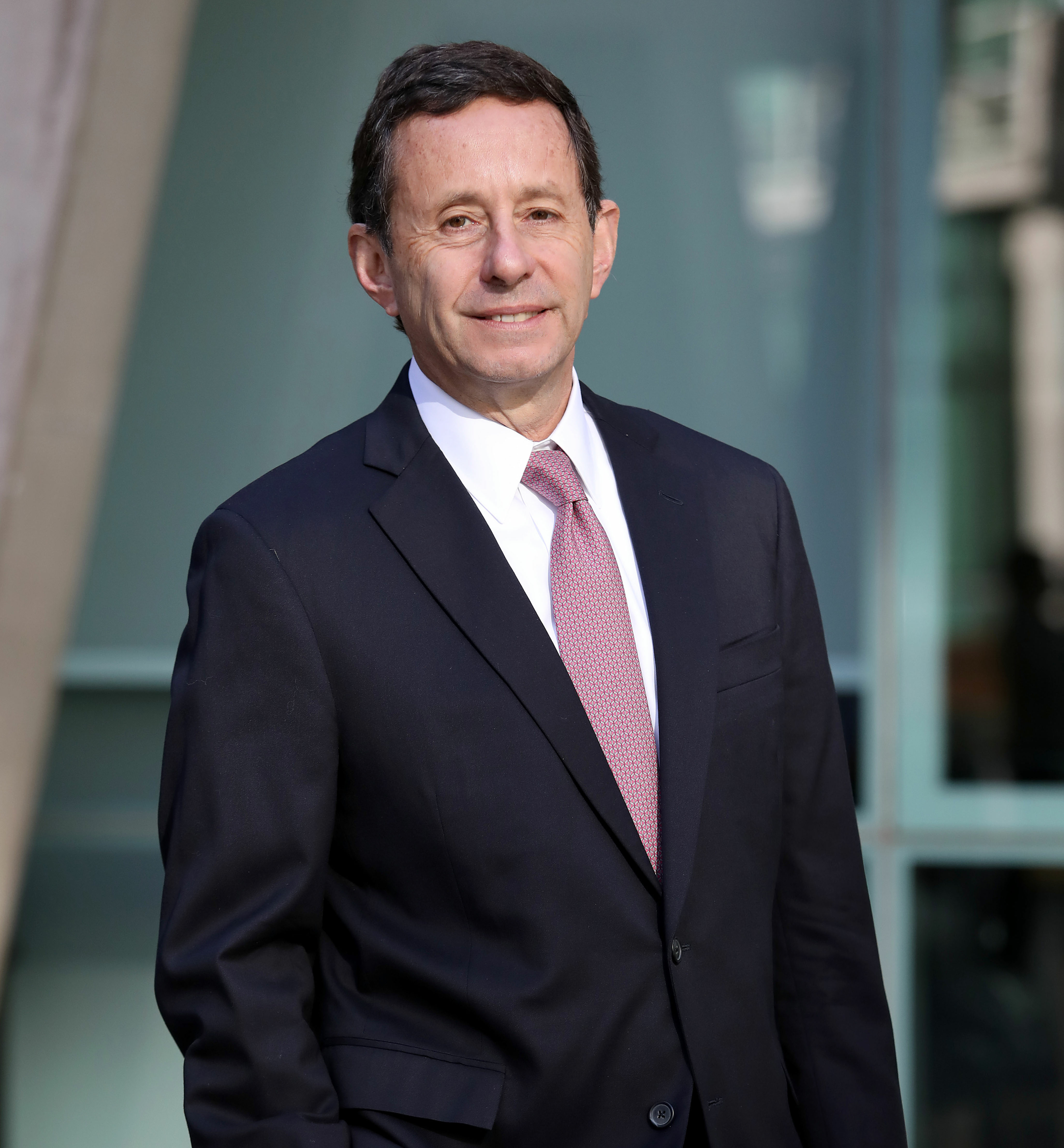
José de Gregorio, actual decano de la FEN

## Carreras impartidas
Pregrado
- Ingeniería comercial
- Ingeniería en información y control de gestión
- contador auditor

Postgrado
- MBA
- Magíster en Marketing
- Magíster en Finanzas
- Magíster en Contabilidad
- Magíster en Control de Gestión
- Magíster en Políticas Públicas
- Magíster en Tributación
- Magíster en Sist. de Información e Inteligencia de Negocios
- Magíster en Analítica de Negocios
- Magíster en Análisis Económico
- Magíster en Administración de Salud
- Magíster en Gestión de Personas y Dinámica Organizacional
- Doctorado en Administración de Negocios
- Doctorado en Economía

## Infraestructura[7]
La Facultad de Economía y Negocios se localiza en el Campus Andrés Bello, situado en Diagonal Paraguay 257, Santiago. En este campus, comparte espacio con la  Facultad de Arquitectura y Urbanismo, así como con los Servicios Centrales de la Universidad.
El área total del campus abarca 20.729 m2 y comprende cuatro edificios. Además, la facultad dispone de una biblioteca considerada como una de las más modernas del país y cuenta con un extenso campo deportivo.
- Torre 26: edificio de 22 pisos que funciona desde 1878, reconocido por su valor arquitectónico e historia, ya que este perteneció a la Remodelación San Borja. Concentra las actividades de los departamentos académicos, centros de investigación y se imparten clases de desarrollo ejecutivo.

- Edificio placa: Construido en 1982, en él se emplazan salas de clases, salas de estudio grupal, laboratorio de computación, casino-cafetería y el Aula Magna de la FEN.

- TecnoAulas: Se inauguró en el año 2005, aquí se ubican salas de clases, laboratorios de computación, y el auditorio PwC. Las salas y laboratorios cuentan con equipamiento multimedia.

- Campo deportivo: La Facultad cuenta con una  infraestructura deportiva que consta de un gimnasio equipado con máquinas, salas multiuso, un muro de escalada profesional, una cancha de fútbol y una multicancha, y camarines.

- Biblioteca: Remodelada en 2010, es considerada una de las más modernas del país. Permite acceso a la colección de la Universidad, al catálogo en línea Institucional y bases de datos de la especialidad. Posee salas de estudios grupales, de lectura y computación. Esta cuenta con tres pisos y una terraza al exterior.

- Edificio corporativo Z: Con una moderna arquitectura, durante 2011, se inauguró el edificio Corporativo Z donde se ubican las oficinas del personal administrativo de la FEN.

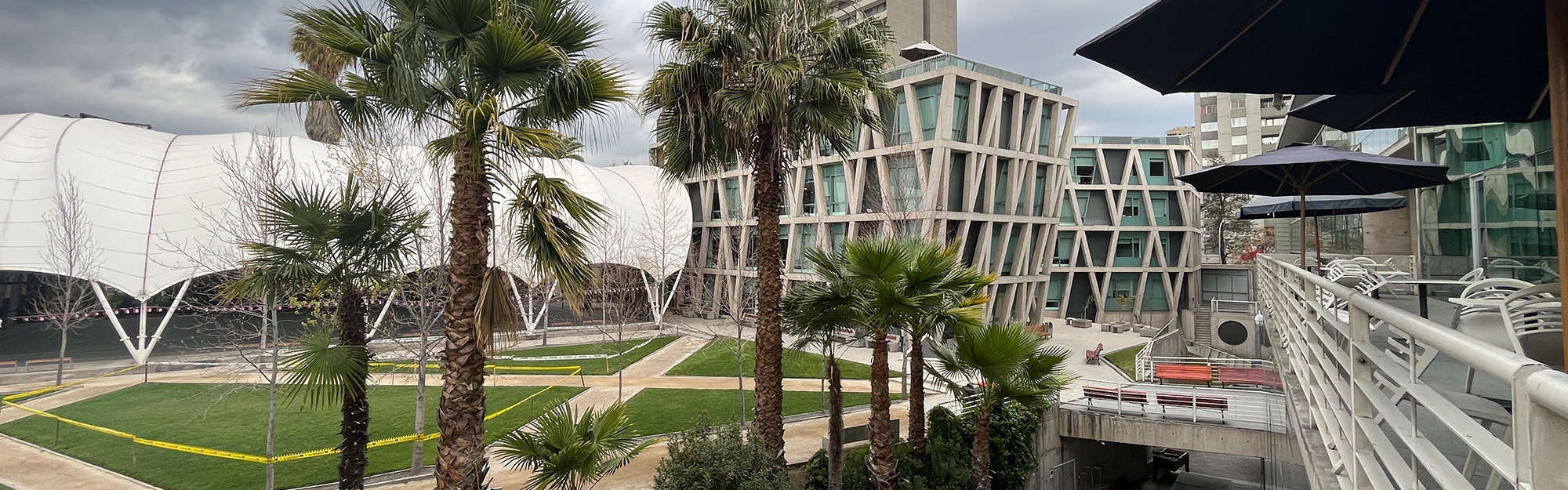
FEN panorámica

## Distinciones
En el año 2023, la FEN fue distinguida por el ranking de AméricaEconomía por contar con el mejor programa de MBA de América Latina. Además, durante seis años consecutivos, la misma publicación ha destacado al programa de MBA de la Universidad de Chile como líder sobresaliente en marketing, operaciones y finanzas en América Latina.
La FEN, además, ha obtenido la acreditación del AACSB, una de las entidades internacionales más prestigiosas y reconocidas a nivel mundial en el ámbito de las escuelas de negocios. Esta distinción solo se le ha otorgado a menos del 5% de las 13.000 Escuelas de Negocios a nivel global.
Adicionalmente, cuenta con la acreditación de la 
Association of MBAsy la máxima acreditación de 7 años por la Comisión Nacional de Acreditación a la carrera de ingeniería comercial.

## Puntajes de ingreso[11]

### Ponderaciones (2024)
|                                                    | Ingeniería Comercial | Contador Auditor | Ingeniería en Información y Control de gestión |
| -------------------------------------------------- | -------------------- | ---------------- | ---------------------------------------------- |
| Notas de Enseñanza Media                           | 10%                  | 10%              | 10%                                            |
| Ranking de Notas                                   | 20%                  | 20%              | 20%                                            |
| PAES Competencia Lectora                           | 10%                  | 10%              | 10%                                            |
| Paes competencia matemática 1                      | 35%                  | 35%              | 35%                                            |
| Paes competencia matemática 2                      | 15%                  | 15%              | 15%                                            |
| Paes de Historia y Ciencias Sociales o de Ciencias | 10%*                 | 10%*             | 10%*                                           |

### Puntajes de corte
|                                                | Puntajes de corte | Puntajes de corte | Puntajes de corte | Puntajes de corte |
| Carreras                                       | PTU 2022          | PAES 2023         | PAES 2024         | PAES 2025         |
| ---------------------------------------------- | ----------------- | ----------------- | ----------------- | ----------------- |
| Ingeniería Comercial                           | 698,3             | 802,5             | 822,2             | 833,8             |
| Contador Auditor                               | 653,8             | 703,65            | 743,75            | 764,3             |
| Ingeniería en Información y Control de gestión | 652,1             | 700,9             | 740,2             | 777,7             |

## Decanos
| Nombre                 | Años      |
| ---------------------- | --------- |
| José De Gregorio       | 2018-     |
| Manuel Agosin          | 2010-2018 |
| Felipe Morandé         | 2006-2010 |
| Joseph Ramos           | 2002-2006 |
| Ricardo Paredes        | 1998-2002 |
| Luis Riveros           | 1994-1998 |
| Óscar Johansen         | 1987-1994 |
| Sergio Melnick         | 1985-1987 |
| Jorge Selume           | 1981-1985 |
| Mario Gómez            | 1976-1980 |
| Roberto Pizarro        | 1972-1973 |
| José Elías             | 1972-1976 |
| Hugo Zunino            | 1969-1972 |
| Edgardo Boeninger      | 1965-1969 |
| Sergio Molina          | 1964-1965 |
| Luis Escobar           | 1955-1964 |
| Rafael Correa          | 1946-1955 |
| Guillermo del Pedregal | 1939-1946 |
| Pedro Aguirre Cerda    | 1934-1939 |

## Egresados destacados
- Íngrid Antonijevic, ex-Gerenta de Finanzas de Canal 11, exdirectora de BancoEstado, ex-Ministra de Economía de Chile.
- Álvaro Bardón, exdirector del Departamento de Economía de la Universidad de Chile, expresidente del Banco Central de Chile, expresidente del Banco Concepción, expresidente del Banco del Estado.
- Raphael Bergoeing, ex-Superintendente de Bancos e Instituciones Financieras de Chile.
- Harald Beyer, ex-Subdirector del CEP y ex-Ministro de Educación de Chile.
- Hugo Lavados
- Jorge Leiva
- Manuel Marfán, exdirector de la División de Desarrollo Económico de la CEPAL, ex-Ministro de Hacienda de Chile, actual Vicepresidente del Banco Central de Chile.
- Jorge Marshall, ex-Ministro de Economía de Chile, expresidente del Banco Central de Chile, exvicepresidente de BancoEstado, actual Decano de la Facultad de Economía y Negocios de la UNAB.
- Carolina Cuevas Merino, ex-Subsecretaría de la Mujer y la Equidad de Género de Chile.
- María José Abud, Subsecretaría de la Mujer y la Equidad de Género de Chile.
- Mario Marcel, expresidente del Banco Central de Chile y actual Ministro de Hacienda.
- Óscar Landerretche Moreno, expresidente del directorio de Codelco y actual profesor de la facultad.
- Matías Muchnick, fundador de la empresa de productos de origen vegetal NotCo.
- Irací Hassler, exalcaldesa de la Comuna de Santiago.
- Nicolás Grau, actual ministro de Economía de Chile.
- Félix de Vicente, exministro de Economía de Chile.
- Juan Cooper Álvarez actual Presidente de Banco Estado.
- Eduardo Ebensperger Orrego actual gerente general del Banco de Chile.